# National Socialist League
La National Socialist League (lett. "Lega nazionalsocialista") è stato un movimento politico di estrema destra statunitense, operante dal 1974 fino alla metà degli anni '80. S'ispirava all'omonima "National Socialist League", partito filonazista attivo tra il 1937-1939 in Regno Unito, fondato da William Joyce come gruppo scissionista dell'Unione Britannica dei Fascisti.
Russell Veh ha finanziato il partito con i profitti dalla sua attività di stampa, oltre che con una società di distribuzione cinematografica che si è specializzata in film di propaganda nazista, primo fra tutti Il trionfo della volontà (1935) di Leni Riefenstahl. La Lega aveva succursali e distaccamenti in varie parti della California.

## Storia
Fondata da Russell Veh a Los Angeles nel 1974 assieme ad altri appartenenti al neonazismo americano; sua peculiarità era quella di assoldare i propri membri esclusivamente all'interno della comunità omosessuale, limitandone l'appartenenza ai gay di comprovata fede verso il nazismo. Le domande di adesione al gruppo che venivano distribuite dichiaravano la "determinazione a cercare la libertà sessuale, sociale e politica" per la razza ariana.
Aveva anche un giornale chiamato "NS Kampfruf".

## Attività organizzativa a San Francisco
La Lega metteva annunci su riviste e periodici identificando apertamente i suoi appartenenti come i "nazisti gay", al fine di reclutare nuovi membri; nel corso del 1974 e del 1975 apparvero nella sezione degli annunci della stampa gay di San Francisco tra cui il "Bay Area Reporter"; l'appello principale del partito è stato quello rivolto agli "ariani gay" nell'ambiente Leather.

## Distribuzione cinematografica e polemica anti-ebraica
Nel 1983, corse dei guai quando cercò di commercializzare uno dei film di propaganda antisemita più noti del Terzo Reich, Süss l'ebreo. Questa pellicola ritrae tutti gli ebrei come parassiti che infettano la vita sana del popolo tedesco e che meritavano niente più  che d'essere sterminati. Non sorprende il fatto che ci fu una notevole polemica, ma sembra che Veh fu accusato solamente per il fatto che non aveva il permesso di riprodurre il filmato, mancandogli i diritti del copyright.